# Andrés Guevara
Andrés Guevara (1904-1963) fue un pintor, caricaturista, dibujante, diseñador e ilustrador de libros paraguayo.

## Primeros pasos
Se inició en la caricatura hacia 1920, siendo todavía adolescente.
En 1921 se trasladó a Buenos Aires y desde entonces solo regresó al Paraguay en un par de ocasiones y por breves días o semanas. 
Fue el iniciador de un nuevo estilo en la caricatura, sobre bases cubísticas. Trabajó en diarios argentinos como “Crónica” y “Clarín”, y otros chilenos y brasileños, lo cual le valió pronta y merecida fama y prestigio en medios no siempre fáciles.
Sus diseños pudieron inspirar a algún artista famoso de aquellos tiempos en Argentina, Brasil y Chile, como el caso del brasileño Cándido Portinari.
De regreso a Buenos Aires se instaló definitivamente allí. 

## Trayectoria
Le tocó en suerte ilustrar una buena cantidad de libros y fue, sin dudas, entre los pintores paraguayos el que con fecha anterior a 1950 asimiló más intensa y raigalmente las corrientes modernas en vigencia en el Río de la Plata entre los años 1920 y 1940, sintetizándolos en una fórmula personal que, aplicada a la caricatura, logró sello original y marcadamente propio.
Josefina Plá, la gran intelectual hispano-paraguaya considerada como el referente cultural más importante del Paraguay en el siglo XX escribe: “En las obras de Guevara se distinguen dos planos o niveles bien definidos y al parecer contradictorios, articulados sin embargo sobre un fondo común de sensibilidad y humanismo. El primero lo constituye su obra humorística, realizada principalmente en el Brasil, sobre escenas de la tierra. Algunos críticos han aludido a semejanzas entre la obra del mexicano Covarrubias y la de Guevara… El alma de los seres y del medio le llegaba –y hacíala él llegar- a lo profundo desde los más inesperados ángulos de contraste entre el ser y el parecer, en éste era inagotable, y ello justifica la frase de Alejandro Sirio: ‘Guevara es uno de esos artistas que por mucho que hagan son siempre promesa de algo más Y la admiración que inspiró al maestro humorista que es Walt Disney. El segundo nivel lo constituyen sus obras de un patético expresionismo, construido, contraria pero paralalelamente al primero, sobre aquello que en el individuo sella lo inmerecido del drama eterno: el contraste entre sueño y destino…”
Y la también gran artista plástica paraguaya e incansable promotora cultural, integrante del histórico grupo “Arte Nuevo” que en 1954 abrió nuevos caminos a las artes visuales del Paraguay, Olga Blinder, recuerda: “Cuando  tenía 50 años me escribía una larga carta, en enero de 1954, y en uno de los párrafos decía: ’…por mi vigorosa resistencia a la vejez me siento alentado para pintar en forma joven permanentemente. Quisiera ser siempre un adolescente, así no me den cuero y huesos…’. Y más adelante continuaba diciendo, con relación al grupo ’Grupo Arte Nuevo’: ’Creo, mi estimada amiga, que el grupo de Uds. debe abrirse brechas, agrandar huecos y rumbear por nuevos senderos…Nada de trajinar por los viejos caminos… Es hora de ponerles calas y crespones a las normas académicas. Alguna vez estaré con Uds. en alguna exposición. Lo deseo patrióticamente, por el paraguayismo circulatorio de mis venas”.

## Últimos años y su muerte
Enfermo en los últimos veinte años de su vida, siguió desarrollando una intensa labor que le insumió todo el tiempo disponible y le impidió llevar a cabo más proyectos pictóricos.
Falleció en Buenos Aires, Argentina, en 1963.

## Obra
Muestras inequívocas de su talento son los pocos cuadros y bocetos de la serie “Mujer Paraguaya” y el retrato del “Mariscal López” realizado en 1956 con un sintetismo formal y cromático en el que se refleja la juvenil fijación cubista del creador y que ocupa, por sus méritos artísticos, un lugar de preponderancia en la iconografía de los próceres del Paraguay.
Sus diseños y sus pinturas, acuarelas o témperas por desgracia escasamente disponibles, prueban su maestría compositiva y colorística y constituyen un valioso testimonio humano a la par que estético.
En 2009 participa con el original de una tapa realizado para la revista Mundo Argentino de Buenos Aires en 1938; en la muestra "Bicentenario: 200 años de Humor Gráfico" que el Museo del Dibujo y la Ilustración realiza en el Museo Eduardo Sívori de Buenos Aires, homenajeando a los más importantes creadores del Humor Gráfico en Argentina a través de su historia.